# Cordobán (color)

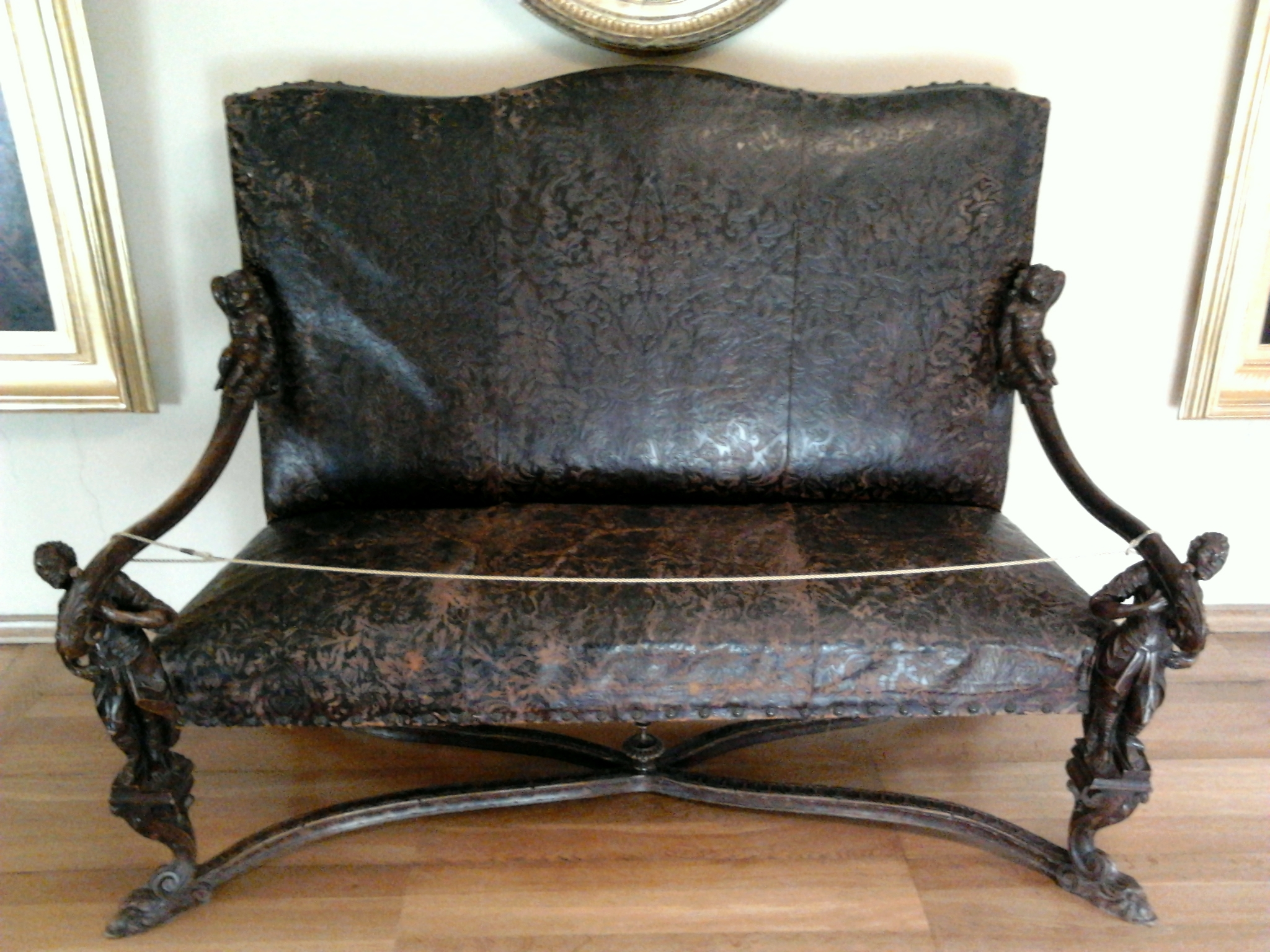
Sofá de cordobán del año 1700 aproximadamente.

Cordobán o negro cordobán es la denominación común de una serie de coloraciones oscuras a negruzcas, con tonalidades naranjas o rojizas, y de saturación débil o semineutra, que se basan en el color de la piel curtida de cabra o de macho cabrío, que también se llama cordobán. Este material, a su vez, toma su nombre de la ciudad de Córdoba (España); localidad célebre por su producción de cuero cordobán, iniciada por los visigodos en el siglo VII y enriquecida técnicamente por los árabes en la Edad Media.
El color cordobán es inespecífico, es decir que no necesariamente guarda similitud con el cromatismo del material que lo originó. 
Se encuentra comprendido en los acervos iconolingüísticos tradicionales de las culturas árabe y andaluza.
Otra muestra de este colorː
|            | Cordobán       |
| HTML       | #924549        |
| RGB        | (146, 69, 73)  |
| HSV        | (357 , 53, 57) |
| CMYK       | (30.60.80.30)  |
| Referencia | [ 4 ]          |

## Galería

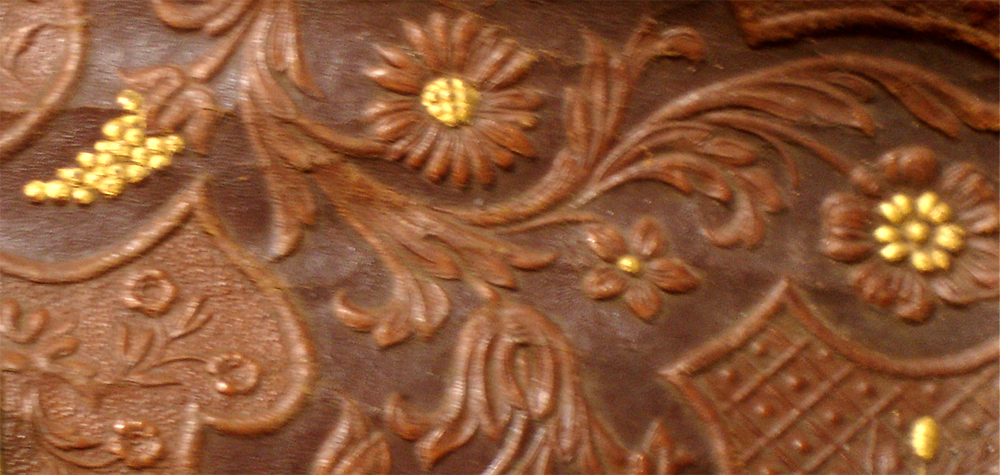
Detalle de cordobán repujado y dorado del siglo XIX
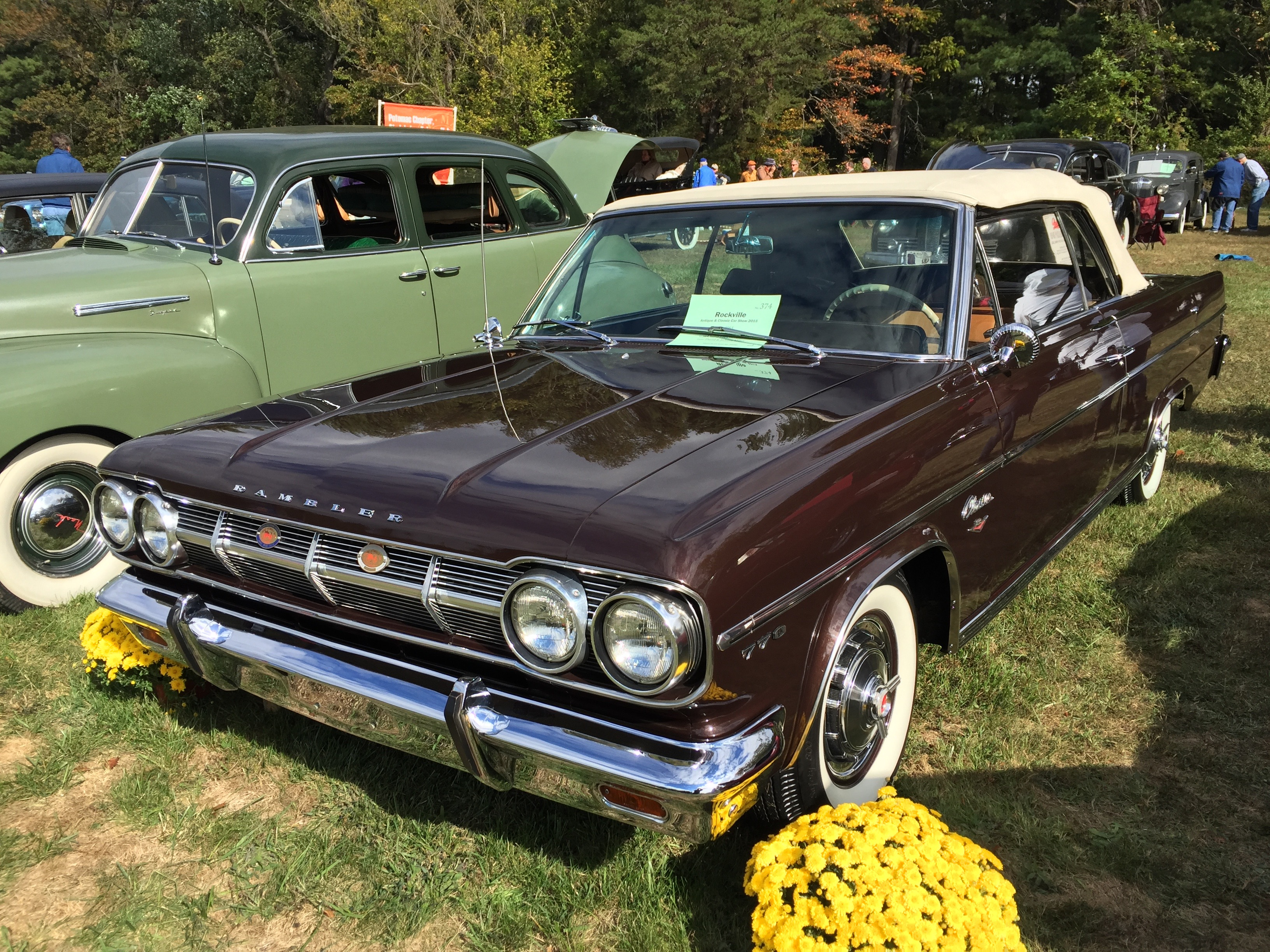
Convertible color cordobán de 1965
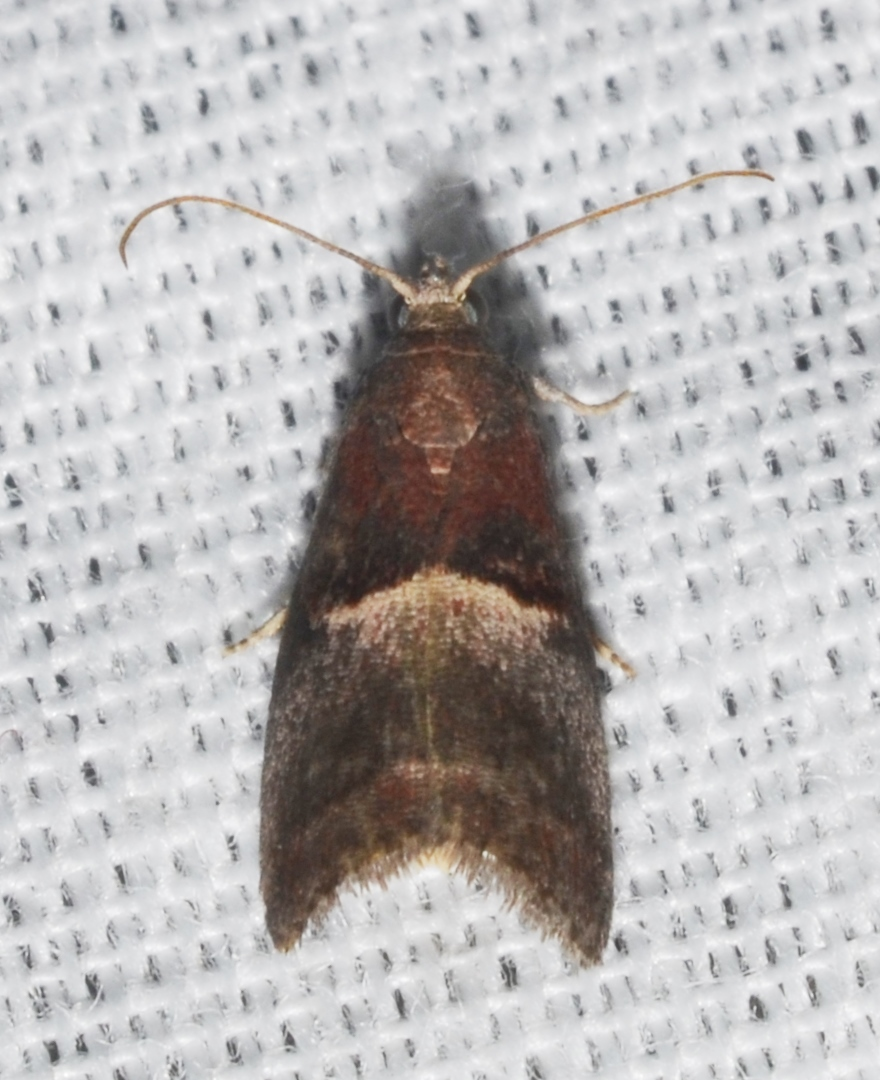
Polilla de color cordobán